# Cratere Pilâtre
Pilâtre è un cratere lunare di 64,37 km situato nella parte sud-occidentale della faccia visibile della Luna.
Il cratere è dedicato al fisico e chimico francese Jean-François Pilâtre de Rozier.